# Verwaltungsgebäude der C. H. Beckschen Buchdruckerei

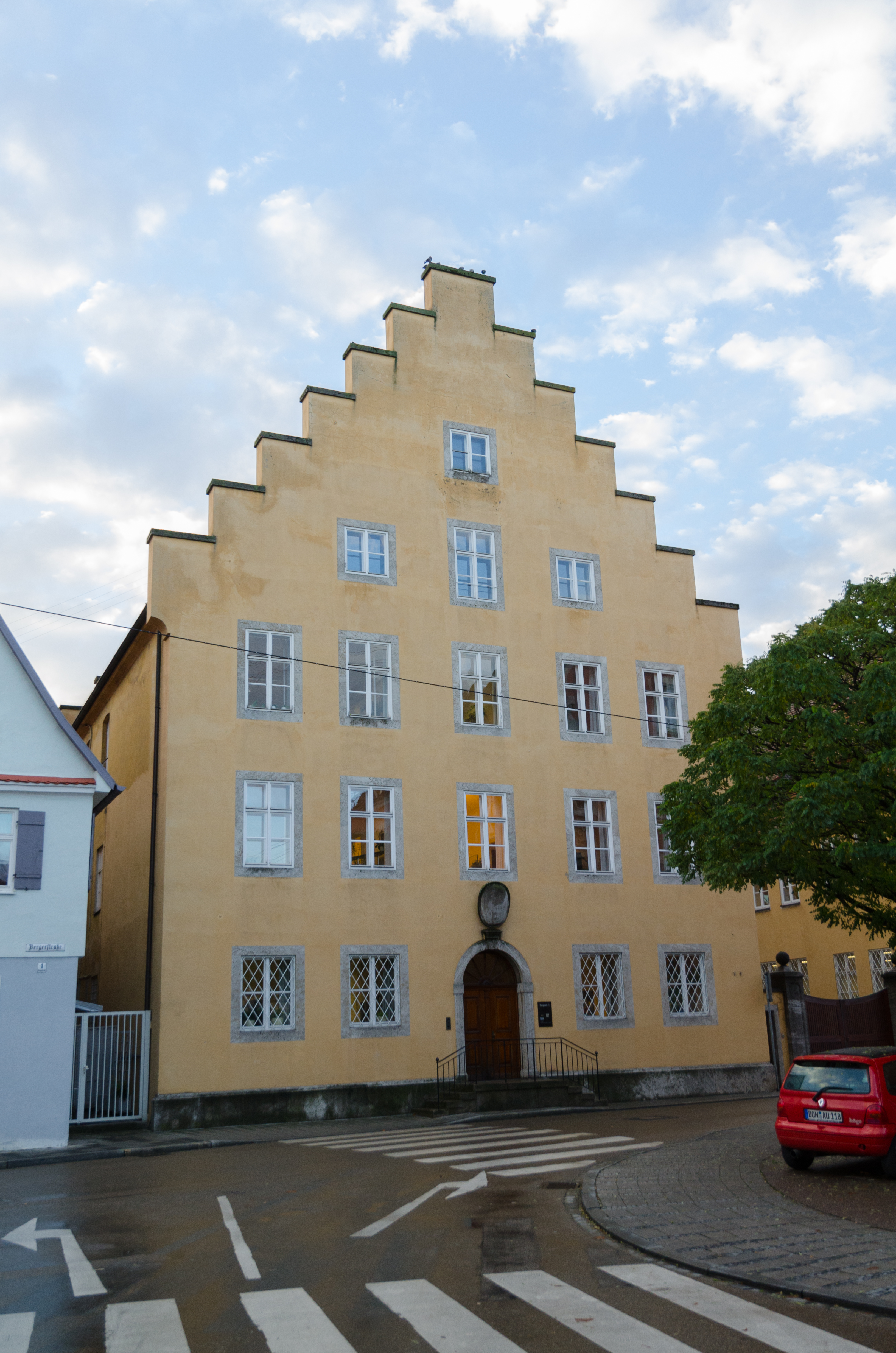
Verwaltungsgebäude der C. H. Beckschen Buchdruckerei in Nördlingen

Das Verwaltungsgebäude der C. H. Beckschen Buchdruckerei in Nördlingen, einer Stadt im schwäbischen Landkreis Donau-Ries in Bayern, wurde von 1957 bis 1960 nach Entwürfen von Roderich Fick (1886–1955) errichtet. Das Gebäude an der Bergerstraße 3 ist ein geschütztes Baudenkmal.
Der dreigeschossige giebelständige Satteldachbau mit Treppengiebel, der an der Stelle eines Vorgängerbaus errichtet wurde, passt sich den barocken Gebäuden des 17. und 18. Jahrhunderts in Nördlingen an.